# České Heřmanice
České Heřmanice település Csehországban, az Ústí nad Orlicí-i járásban. České Heřmanice Vračovice-Orlov, Sloupnice, Voděrady, Tisová, Bohuňovice és Horky településekkel határos. Lakosainak száma 604 fő (2024. január 1.).

## Népesség
A település lakosságának változását az alábbi diagram mutatja:
| Lakosok száma | 1013 | 994  | 942  | 687  | 500  | 532  | 565  | 578  | 607  | 604  |
|               | 1869 | 1890 | 1921 | 1950 | 1980 | 2001 | 2017 | 2019 | 2022 | 2024 |